# Gsteig bei Gstaad
Pour les articles homonymes, voir Châtelet.
Gsteig, appelée anciennement en français Châtelet, est une commune suisse du canton de Berne, située dans l'arrondissement administratif du Haut-Simmental-Gessenay.

## Géographie
Gsteig est situé dans une cuvette de la vallée supérieure de la Sarine, comprenant les villages-rues de Gsteig et Feutersoey, ainsi que des fermes isolées. Au sud-est de la commune on trouve le Spitzhorn qui domine le lac du Sanetsch.

## Histoire
On retrouve des traces du village jusqu'en 1312, il avait alors le nom de Chastelet, ancien nom français. En 1453, il devient Steig. À une date inconnue, un hameau fut détruit par un éboulement à Ussers Gründ.
Un château, mentionné en 1458, surveillait l'accès au col du Pillon et au col du Sanetsch. On trouve aujourd'hui des vestiges de murailles. Sur le plan politique, Gsteig dépendait de Saanen.
L'église Saint-Théodule, consacrée en 1453 comme filiale de Saanen, fut érigée en paroisse après 1500. Berne introduisit la Réforme, en 1556.

## Économie
Outre les activités traditionnelles comme l'économie alpestre (marché au bétail dès 1727) et l'industrie du bois, le tourisme se développa sous l'influence de Gstaad à partir de 1900 (hôtellerie, maisons de vacances). Plus de la moitié de la population active travaille hors de la commune, surtout à Gstaad.

### Tourisme
Gsteig est au pied du col du Pillon où se trouve le départ du téléphérique Glacier 3000 qui monte au glacier des Diablerets. Dans la commune de Gsteig on trouve également des cascades (Burgfälle et Sanetschfall), le lac d'Arnon (route payante depuis Feutersoey) et la réserve naturelle de l'Oldenhorn constituent des buts d'excursion.

## Galerie d'image

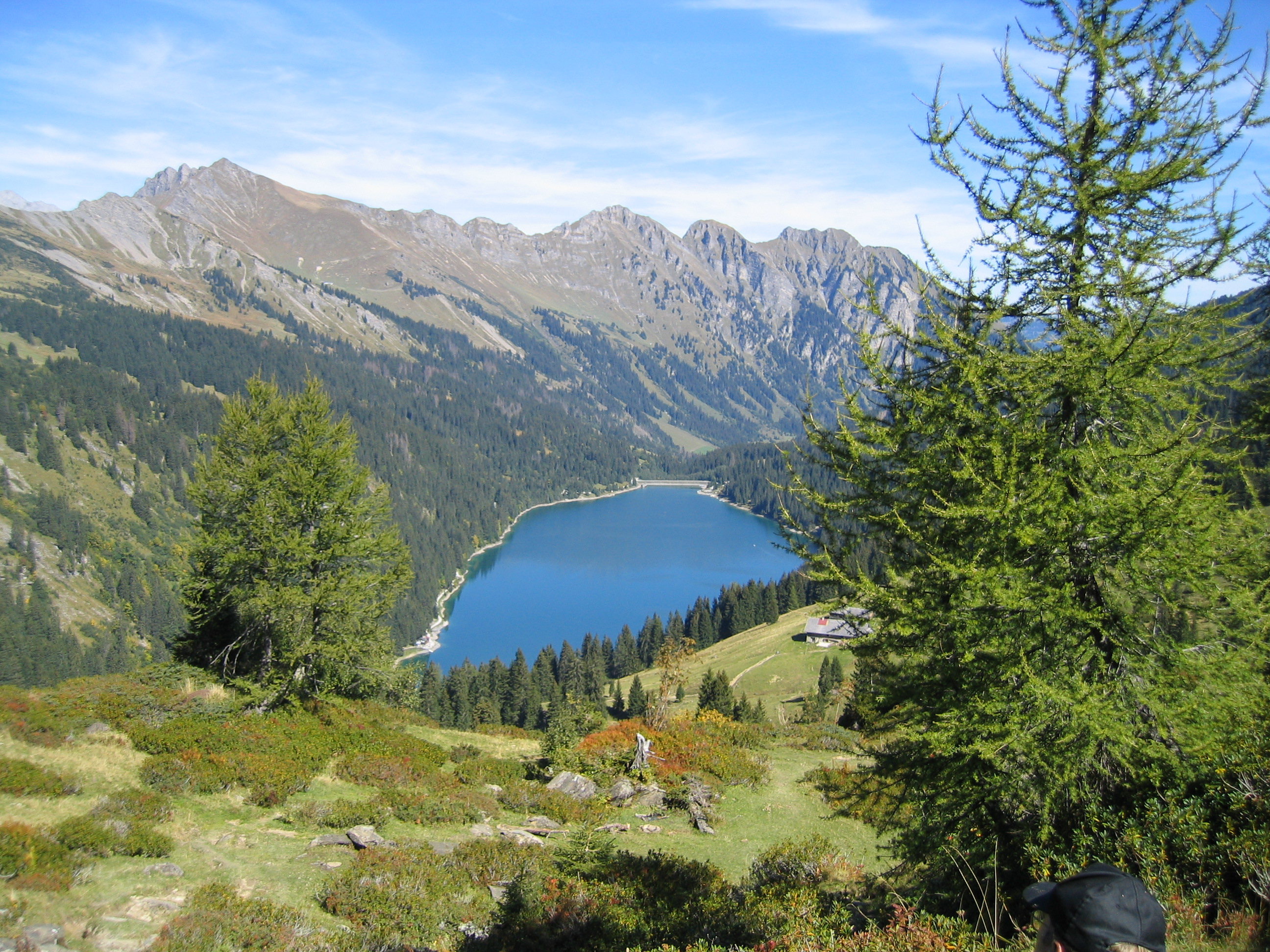
Le lac de retenue d'Arnon.
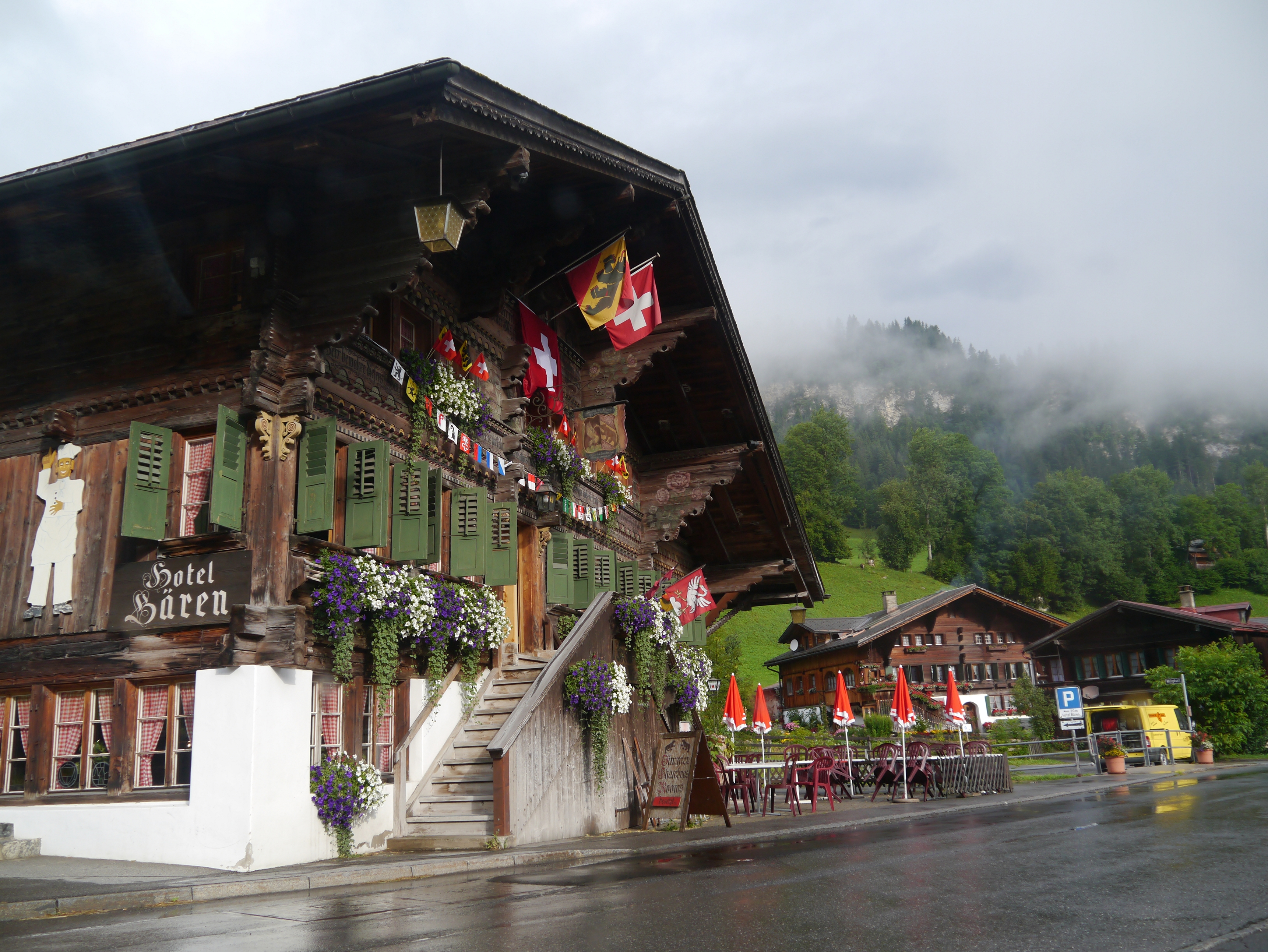
Un hôtel restaurant à Gsteig.
Vue aérienne (1946).